# 马克斯·克格尔
奥托·马克斯·克格尔（Otto Max Koegel，1895年10月16日—1946年6月27日）是一位纳粹官员，曾担任利希滕堡、拉文斯布吕克集中营以及馬伊達內克滅絕營和弗洛森比格集中营的指挥官。1946年，他因参与納粹大屠殺而被捕，但在出庭受审前于狱中自缢身亡。